# Eumops glaucinus
Eumops glaucinus је врста сисара из реда слепих мишева (Chiroptera) и породице Molossidae.

## Распрострањење
Ареал врсте Eumops glaucinus обухвата већи број држава. Врста има станиште у Бразилу, Аргентини, Мексику, Перуу, Еквадору, Боливији, Парагвају, Белизеу, Куби, Јамајци, Сједињеним Америчким Државама, Колумбији, Панами, Никарагви, Костарици, Гватемали, Хондурасу и Салвадору.

## Станиште
Станиште врсте су шуме до 900 метара надморске висине.

## Угроженост
Ова врста није угрожена, и наведена је као последња брига јер има широко распрострањење.